# Bløde løg

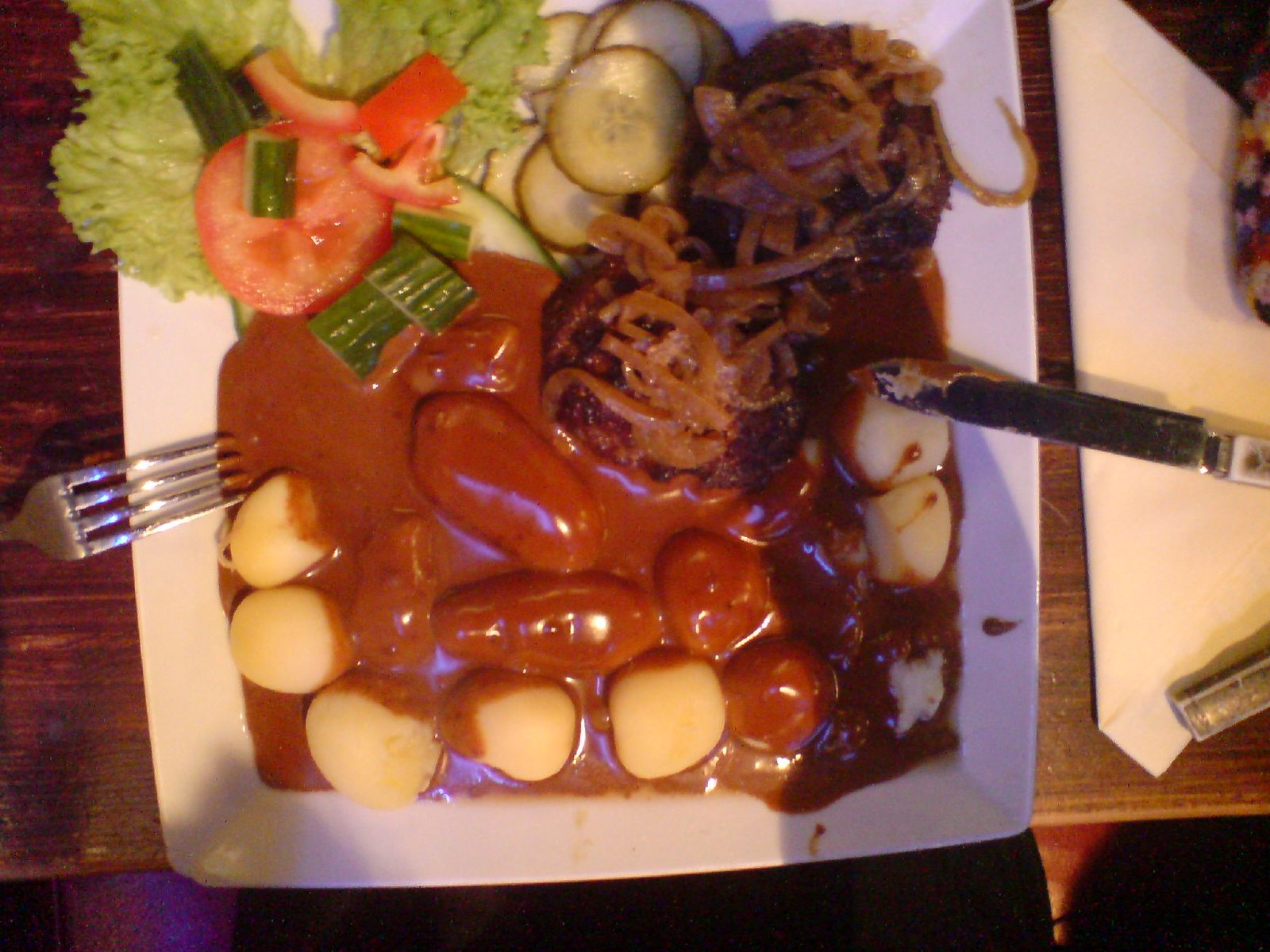
Bløde løg (em cima, à direita), com bifes de carne picada

Bløde løg é uma iguaria típica da culinária da Dinamarca. Trata-se de uma forma de preparar cebola.
As cebolas são cortadas em rodelas e fritas numa frigideira com margarina, manteiga ou óleo vegetal. Existem algumas variações sobre este conceito, tal como a chamada karameliserede bløde løg, que consiste em colocar açúcar na frigideira antes dos demais ingredientes, obtendo-se uma textura caramelizada.
O bløde løg pode ser usado como acompanhamento de diversos pratos de carne, como por exemplo o hakkebøf, ou como recheio de sanduíches de carne.
Na sua preparação, podem ser usados os vários tipos comestíveis de cebola.

## Galeria

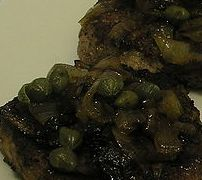
Bløde løg com alcaparras